# غوكهان توريه
غوخان توريه (بالتركية: Gökhan Töre)‏ هو لاعب كرة قدم تركي في مركز الجناح ولد في يوم 20 يناير 1992 في مدينة كولن في ألمانيا، يلعب حالياً مع نادي بشكتاش وسبق له اللعب مع نادي روبين كازان لكرة القدم ونادي هامبورغ الرياضي ونادي تشيلسي وبايرن ليفركوزن، كما لعب مع منتخب تركيا لكرة القدم ويبلغ طوله 176 سم.

## روابط خارجية
- غوكهان توريه على موقع الاتحاد الدولي (مؤرشف)  (الإنجليزية)
- غوكهان توريه على موقع الاتحاد الأوربي (الإنجليزية)
- غوكهان توريه على موقع اتحاد تركيا (لاعب) (الإنجليزية)
- غوكهان توريه على موقع قاعدة بيانات كرة القدم.إي يو (الإنجليزية)
- غوكهان توريه على موقع ناشيونال فوتبول تيمز (الإنجليزية)
- غوكهان توريه على موقع Soccerbase.com (لاعب) (الإنجليزية)
- غوكهان توريه على موقع Soccerway.com (الإنجليزية)
- غوكهان توريه على موقع عالم كرة القدم.نت (الإنجليزية)
- غوكهان توريه على موقع AS.com (الإسبانية)